# 674 Wschodni Batalion
674 Wschodni Batalion (niem. Ost Bataillon 674, ros. 674 Восточный батальон) – kolaboracyjny oddział wojskowy Wehrmachtu złożony z Rosjan, Ukraińców, Tatarów oraz mieszkańców Kaukazu i Azji Środkowej podczas II wojny światowej
Został sformowany w lipcu 1942 r. w Wołosowie spośród jeńców wojennych Armii Czerwonej z obozów jenieckich w Gatczynie, Czudowie, Wołosowie i innych w okręgu leningradzkim. Składał się z czterech kompanii. W skład 1 kompanii wchodzili Rosjanie, 2 kompanii – Ukraińcy, zaś 3 i 4 – Tatarzy oraz mieszkańcy Kaukazu i Azji Środkowej. Żołnierze patrolowali okoliczne miejscowości i ochraniali linię kolejową Gatczyna-Kingisepp-Narwa. Prowadzili też działania antypartyzanckie w rejonie Wołosowa. W skład batalionu Sowieci zdołali wprowadzić wywiadowcę I. T. Demczenko, który stworzył konspiracyjną grupę antyniemiecką złożoną z byłych żołnierzy 2 Armii Uderzeniowej. Prowadzili oni działania sabotażowe i propagandowe. W grudniu 1943 r. batalion został przeniesiony do okupowanej północnej Francji, gdzie objął ochronę Wału Atlantyckiego. Po inwazji wojsk alianckich w Normandii 6 czerwca 1944 r., wycofał się do Niemiec. Na pocz. 1945 r. przetransportowano go do Danii. Wszedł w skład 1605 Pułku Grenadierów 599 Brygady Grenadierów jako II batalion. W pierwszych dniach maja tego roku, krótko przed końcem wojny, konspiratorzy na czele z I. T. Demczenko zabili dowódcę batalionu i aresztowali pozostałych oficerów, po czym poddali się Brytyjczykom bez oporu.